# Домб'є (Легницький повіт)
Домб'є (пол. Dąbie) — село в Польщі, у гміні Проховиці Легницького повіту Нижньосілезького воєводства.
Населення — 221 особа (2011).
У 1975-1998 роках село належало до Легницького воєводства.

## Демографія
Демографічна структура станом на 31 березня 2011 року:
|          | Загалом | Допрацездатний вік | Працездатний вік | Постпрацездатний вік |
| -------- | ------- | ------------------ | ---------------- | -------------------- |
| Чоловіки | 111     | 18                 | 81               | 12                   |
| Жінки    | 110     | 20                 | 62               | 28                   |
| Разом    | 221     | 38                 | 143              | 40                   |